# El planeta dels simis (saga)
El planeta dels simis (títol original en anglès Planet of the Apes) és una saga de pel·lícules dels Estats Units que comprèn nou pel·lícules, entre elles, un remake, un reboot, dues sèries de televisió (una d'elles animada) i diversos còmics i llibres. La sèrie comença amb la pel·lícula de 1968 El planeta dels simis, basada en la novel·la francesa de 1963 de Pierre Boulle La Planète des singes.

## Biografia de Caesar
Les primeres cinc pel·lícules, fetes entre el 1968 i el 1973, foren produïdes per Arthur P. Jacobs, basades en la novel·la de Boulle. Aquestes narren la caiguda de la raça humana i l'ascensió d'una raça de simis intel·ligents a través dels punts de vista dels astronautes George Taylor (Charlton Heston) i John Brent (James Franciscus), la simi Zira (Kim Hunter) i el simi Cornelius (Roddy McDowall) i el seu fill Caesar (també interpretat per McDowall). El primer film fou escrit conjuntament amb Rod Serling, creador de The Twilight Zone i Night Gallery.
Fou seguida per dues sèries de televisió de la dècada de 1970: La sèrie de televisió en imatge real titulada El planeta dels simis té lloc aproximadament 900 anys abans que la pel·lícula original, i mostra una civilització en què els simis són l'espècie dominant. La segona sèrie fou una sèrie animada de 1975: Retorn al planeta dels simis, dirigida per Doug Wildey, que és independent del marc històric de les pel·lícules.
El 2001 es produí la pel·lícula Planet of the Apes, una nova versió d'El planeta dels simis de 1968. Fou dirigida per Tim Burton, és una nova interpretació de la novel·la de Pierre Boulle, amb nous efectes visuals i maquillatge dels simis.
El 2011, 20th Century Fox va produir un reboot de la sèrie original, titulat L'origen del planeta dels simis, dirigida per Rupert Wyatt. El repartiment té James Franco i narra la història d'una rebel·lió de simis a la Terra, encapçalada per un ximpanzé alterat genèticament anomenat Caesar (Andy Serkis). El seu objectiu és ser la primera d'una nova sèrie de pel·lícules. La seqüela, Dawn of the Planet of the Apes, fou llançada el 23 de maig de 2014, amb Matt Reeves a la direcció i Serkis repeteix el seu paper com a Caesar.

## Pel·lícules
| Pel·lícula                                 | Data d'estrena | Rating | Recaptació           | Pressupost  |
| ------------------------------------------ | -------------- | ------ | -------------------- | ----------- |
| El planeta dels simis (Planet of the Apes) | 8 febrer 1968  | 89%    | $32.589.624,0000000  | 5.400.000   |
| Beneath the Planet of the Apes             | 27 maig 1970   | 41%    | $18.999.718,0000000  | 3.000.000   |
| Escape from the Planet of the Apes         | 21 maig 1971   | 78%    | $12.348.905,0000000  | 2.500.000   |
| Conquest of the Planet of the Apes         | 29 juny 1972   | 44%    | $9.700.000,0000000   | 1.700.000   |
| Battle for the Planet of the Apes          | 15 juny 1973   | 38%    | $8.844.595,0000000   | 1.800.000   |
| Planet of the Apes (nova versió)           | 27 juliol 2001 | 45%    | $362.211.740,0000000 | 100.000.000 |
| Rise of the Planet of the Apes             | 5 agost 2011   | 83%    | $481.800.873,0000000 | 93.000.000  |
| Dawn of the Planet of the Apes             | 23 maig 2014   | 90%    | 707.400.000          | 170.000.000 |
| War for the Planet of the Apes             | 13 juliol 2017 | 94%    |                      |             |
| El regne del planeta dels simis            | 10 maig 2024   |        |                      | 160.000.000 |